# Parteiabzeichen der NSDAP für Ausländer

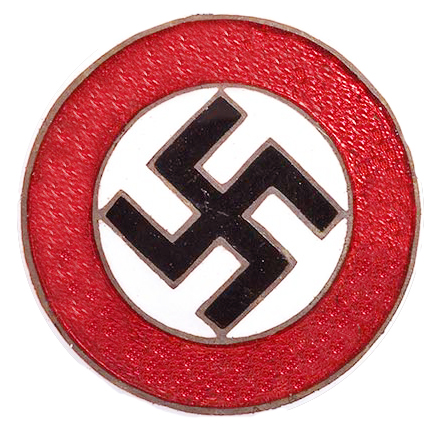
Parteiabzeichen der NSDAP für Ausländer

Das Parteiabzeichen der NSDAP für Ausländer zählt zur Gruppe der Ehrenzeichen der NSDAP. Es wurde von Adolf Hitler für einen von ihm ausgewählten Personenkreis geschaffen und in der Zeit des Nationalsozialismus nur selten verliehen.

## Geschichte
Hitler verlieh offenbar nach eigenem Ermessen eine besondere Ausführung des Parteiabzeichens der NSDAP als Abzeichen in Gold an Ausländer. Bisher wurde keine Stiftungsverfügung für dieses Abzeichen gefunden, und es ist auch unsicher, ab welchem Zeitpunkt reale Verleihungen erfolgten. Eine Matrikel liegt für dieses Abzeichen ebenfalls nicht (mehr) vor. Empfänger scheinen prominente Sympathisanten der NSDAP gewesen zu sein, die der Partei als Ausländer nicht beitreten konnten.

## Aufbau des Abzeichens
Das Abzeichen ist aus zwei Teilen gefertigt. Das Avers ist als obenliegende Platte aus Silber mit emaillierten Einlassungen ausgeführt. Auf der Ansichtsseite gibt es keinerlei in Gold gehaltene Bereiche. Die Platte hat einen Durchmesser von 23 mm und in einem weiß-emaillierten Mittelstück ein schwarz-emailliertes, auf der Spitze stehendes Hakenkreuz, welches eine schmale silberne Einfassung aufweist. Das Mittelstück ist von einem farbig-emaillierten silbern eingefassten Ring umgeben. Dieser weist eine „erdbeer-rote“ Farbe auf. Die übliche Beschriftung der NS-Parteiabzeichen „NATIONAL-SOZIALISTISCHE D.A.P.“ fehlt.
Die untere rückseitige Platte ist aus mattiertem Gold gefertigt. Im oberen Teil ist als Signatur eine Faksimile-Unterschrift Adolf Hitlers eingraviert. Herstellerbezeichnungen, Gold- oder Silbergehaltsangaben oder Angaben zum Träger (Matrikelnummer) fehlen. Die sonst übliche Sicherheitsnadelbefestigung ist durch einen speziellen Sicherheits-Ansteckverschluss ersetzt.